# Alcis decussata
Alcis decussata là một loài bướm đêm trong họ Geometridae.